# Hubert Aquin
(Hubert Aquin, Neige noire)
Hubert Aquin (Montréal, 24 ottobre 1929 – Montréal, 15 marzo 1977) è stato uno scrittore, regista, saggista, sceneggiatore, giornalista e intellettuale canadese.
Aquin si è laureato all'Università di Montréal nel 1951. Dal 1951 al 1954, ha studiato presso l'Institut d'études politiques di Parigi. Al suo ritorno a Montréal, ha lavorato per Radio Canada dal 1955 fino al 1959.
Dal 1960 al 1968, Aquin è stato attivo nel movimento per l'indipendenza del Québec. È stato un membro dell'esecutivo del primo partito politico indipendentista, il Rassemblement pour l'indépendance nationale (1960-1969). Nel 1964, ha annunciato che avrebbe iniziato a lavorare clandestinamente per l'indipendenza attraverso il terrorismo; poco dopo è stato arrestato ed è rimasto detenuto per quattro mesi in un ospedale psichiatrico. Lì ha scritto il suo primo romanzo, Prochain épisode (Prossimo episodio) (1965), storia di un rivoluzionario in carcere.
Nel dicembre 1964, è stato assolto dall'accusa di possesso illegale di arma da fuoco.
Ha diretto la rivista Liberté dal 1961 al 1971 ed è stato direttore editoriale delle Éditions La Presse nel corso degli anni settanta.
Considerato come un classico della letteratura canadese, il romanzo "prossimo episodio" (traduzione di prochain épisode), è stato scelto per l'edizione 2003 di un programma-concorso di CBC Radio Canada; supportato dalla giornalista Denise Bombardier, ha vinto. Una precedente traduzione in inglese di Penny Williams, mantenendo il titolo francese, è stata pubblicata nel 1967.
L'auto-distruttivo pensiero del romanzo di Aquin prefigurava la sua effettiva morte: il 15 marzo 1977, Aquin si sparò in testa, lasciando una nota sul suo suicidio in cui affermava che la sua morte era una libera e positiva scelta: "Ho vissuto intensamente, era ora che finisse."
Ad Aquin sono dedicati il documentario biografico di Jacques Godbout Deux épisodes nella vita d'Hubert Aquin (1979) e HA!: A Self-Murder Mystery, dell'amico Gordon Sheppard.

## Cronologia della vita e dell'opera
Nel 1952, Hubert Aquin tenta un'incursione nella scrittura del romanzo con Les Rédempteurs, racconto di un suicidio collettivo di ispirazione biblica che è stato di volta in volta qualificato come romanzo, novella lunga e favola. Tuttavia, nel 1955, Aquin giudica che il proprio stile sta evolvendo “verso un'espressione più diretta, meno poetica di prima”. Ritira quindi il manoscritto che chiamava il suo “peccato di gioventù”. Due progetti di romanzi datati maggio 1955 e maggio 1957 testimoniano una volta ancora questo desiderio di divenire romanziere. Nel maggio 1959, Aquin fa finalmente apparire Les Rédempteurs tra gli Écrits du Canada français (vol. V, Montréal 1959, pp. 45–114). In questo stesso anno, all'età di 30 anni, incomincia infine il suo primo romanzo: L'invention de la mort. Questo romanzo, probabilmente scritto dal 1959 al 1961, verrà pubblicato solo nel 1991, cioè quattordici anni dopo il suicidio di Aquin.
Durante gli anni di redazione de L'invention de la mort, Aquin si darà con successo alla scrittura drammatica. Nel 1959 l'Autore, che insegna storia e lavora a Radio Canada, insieme con una ventina di colleghi firma una petizione contro il licenziamento di 74 realizzatori di Radio Canada in sciopero dal 29 dicembre 1958 al 7 marzo 1959; costoro reclamano un sindacato per i loro quadri. I contraccolpi di questo sciopero impediranno la diffusione di due delle sue opere di tele-teatro.
Il 16 ottobre 1959, Aquin lascia Radio Canada, dove era Vice-direttore del Servizio Affari Pubblici; proseguirà la propria carriera giornalistica alla radio e alla televisione a titolo di redattore pagato in base alle righe fino alla fine degli anni settanta. Sempre in ottobre, Aquin si trasferisce nel quartiere di Notre-Dame-de-Grâce. A novembre adatta L'Échange di Paul Claudel, opera che sarà diffusa attraverso la televisione a Radio Canada il 21 gennaio 1960. Il 6 novembre, entra all'Ente Nazionale dei Film a titolo di produttore, realizzatore e sceneggiatore; vi lavorerà fino al marzo 1963. Il 28 dicembre 1959 nasce Stéphane, suo secondo figlio.
Nel corso del 1960, insegna ancora storia per il 13º anno al Liceo Scientifico Lafond, che egli abbandonerà nel 1961. Fonda il “Grand Prix de Montréal inc.”, società di corse automobilistiche, e la propria casa di produzione cinematografica. Nel gennaio 1960, scrive un'opera teatrale, L'Emprise de la nuit, per la quale riceverà il secondo premio del Théâtre du Nouveau Monde a novembre. Il 29 maggio, nel quadro della trasmissione “Première”, Radio Canada trasmette Dernier Acte, che egli aveva scritto sotto lo pseudonimo di François Lemal. Con la collaborazione di Gilles Ste-Marien, scrive On ne meurt qù ne fois, opera di teatro per la televisione che sarà presentata a “Trio” il 5, 12 e 19 luglio.
Il 10 settembre 1960, André d'Allemagne invita Aquin a unirsi al Rassemblement pour l'Indépendance Nationale (RIN); ma non sarà che a partire dal 1962 che egli vi militerà attivamente. Da settembre a novembre è a Parigi dove lavora con Roland Barthes al film Le sport et les hommes, che Radio Canada trasmetterà il 1º giugno 1961 a “Temps présent”. Verso il 10 ottobre, Aquin redige una novella, “La dernière Cène”, che egli inizialmente intitola “Le repas gâché”. Il 15 ottobre propone l'opera teatrale per televisione intitolata La Mort de César; riprenderà questo testo il 24 marzo 1962 per pubblicarlo infine in Point de fuite al Cercle du livre de France, nel 1971.
Il 4 novembre 1960, Jacques Godbout invita Aquin a divenire membro della rivista Liberté (fondata nel 1959); il 13 gennaio 1961, Aquin farà parte del gruppo dirigente; il 14 luglio sarà scelto come direttore. Quello stesso anno, redige Confession d'un héros, radio-teatro, che verrà trasmesso il 21 maggio 1961 a “Temps présent”.
I successi radiofonici e televisivi non impediranno tuttavia ad Aquin di essere tormentato da due ossessioni: il romanzo e il suicidio. Dal 1961, ironizza a proposito del suicidio. Aquin ha male di vivere: sogna di lasciare l'ONF e andare in esilio e, più che mai, risente l'urgenza di scrivere. Già il 23 settembre 1958, sotto la voce “professione” sul suo passaporto aveva fatto scrivere “scrittore”.
Perché io mi sono imposto un destino da scrittore – scelta arbitraria che mi sono dato la pena di fare scrivere sul mio passaporto come uno confessa un segno caratteristico! – mi vedo alle prese con l'attuale scacco di questa vocazione o, cosa che poi finisce per essere lo stesso, al differimento indefinito della prova. (JO, 31 ottobre 1961, p. 233).
Dal novembre 1959, Aquin assume il proprio destino di scrittore e sublima il suo desiderio di suicidarsi intraprendendo la redazione de L'invention de la mort. Questo primo romanzo mette in scena un giornalista di Montréal, René Lallemant, che, in seguito al fallimento sentimentale e professionale, si darà la morte precipitandosi nel fiume al volante della propria automobile.

## La critica
Vincitore di numerosi premi letterari, nel 1969 rifiuta per motivi politici il prestigioso Governor General's Literary Award. Conosciuto soprattutto grazie al romanzo Prochain épisode (Prossimo episodio), pubblicato a Parigi nel 1965 e in traduzione inglese nel 1966, Hubert Aquin ha segnato profondamente la coscienza letteraria del Québec attraverso la problematica politica, estetica e filosofica, a cui la sua opera ha dato impulso.

## Rapporti tra biografia e opera
Che si tratti di romanzi, drammi, critiche, i testi scritti da Hubert Aquin sono profondamente ancorati all'esistenziale e al biografico (luoghi, avvenimenti, esperienze affettive e morali). Ecco perché Itinéraires d'Hubert Aquin si rivela prezioso, allo stato attuale delle informazioni disponibili. Non si tratta di ridurre i testi alla cifra biografica in un rapporto semplice di riflessione o di mimetismo; bensì l'invenzione lavora su un dato che abbiamo tutto l'interesse a conoscere ed evidenziare. Se il suicidio di Aquin si è prestato a analisi e lavori discutibili, resta il fatto che si tratta di un orizzonte dell'opera le cui tracce ossessive appaiono prestissimo. In un certo senso, Hubert Aquin, scrivendo, inventa anche la sua propria vita, la modula e la modella, va infine alla ricerca senza sbocco di un'origine, d'una nascita o d'una rinascita chiamate a restare nell'ordine della nostalgia.

## Filmografia

### Produzioni
- Trois pays, trois artistes (1964)
- Trois pêcheurs (1964)
- Jour de mariage (1963)
- L'homme vite (1963)
- Trois pays, trois apprentis (1963)
- Trois pays, trois grand-mères (1963)
- Jour après jour (1962)
- Le temps des amours (1961)
- Quatre instituteurs (1961)
- Four Families (1960)
- Quatre enfants du monde (1960)
- Les grandes religions (1960)
- L'exil en banlieue (1960)

### Regia
- À Saint-Henri le cinq septembre (1962)
- Le temps des amours (1961)
- Le sport et les hommes (1961) - Questo documentario prende spunto da Miti d'oggi (1957) di Roland Barthes: "Devo cominciare fra breve a realizzare un documentario di un'ora sullo sport. Non voglio fare la storia dello sport, ma piuttosto, per così dire, la sua fenomenologia e la sua poetica. Lei avrà già intuito che il primo capitolo del suo Miti d'oggi mi ha molto interessato e che con questa lettera vorrei chiederle di scrivere il testo del mio documentario"[8].

### Sceneggiature
- La fin des étés (1964)
- À l'heure de la décolonisation (1963)

### Riprese
- Deux épisodes dans la vie d'Hubert Aquin (1979)

## Opere
- Prochain épisode, Leméac, Ottawa, 1965.
- Trou de mémoire, Leméac, Ottawa, 1968.
- Point de fuite, Leméac, Ottawa, 1971.
- Neige noire, Leméac, Ottawa, 1974.
- Blocs erratiques, Leméac, Ottawa, 1977.
- L'invention de la mort, Leméac, Ottawa, 1991, ISBN 978-2-7609-3143-5.

### Edite in Italia
- L'invenzione della morte, traduzione di Maria Antonietta Fontana, collana Fuori, il Sirente, Fagnano Alto, 2010,  pp. 192 pp., ISBN 978-88-87847-24-6.
- Prossimo episodio, traduzione di Maria Antonietta Fontana, collana Fuori, il Sirente, Fagnano Alto, 2010, ISBN 978-88-87847-28-4.